# Oediceropsis brevicornis
Oediceropsis brevicornis är en kräftdjursart som beskrevs av Wilhelm Lilljeborg 1865. Oediceropsis brevicornis ingår i släktet Oediceropsis, och familjen Oedicerotidae. Arten är reproducerande i Sverige.